# اثربخشی نامعقول ریاضیات در علوم طبیعی
اثربخشی نامعقول ریاضیات در علوم طبیعی (به انگلیسی: The Unreasonable Effectiveness of Mathematics in the Natural Sciences) مقاله‌ای است که در سال ۱۹۶۰ توسط فیزیک‌دان یوجین ویگنر منتشر شد. در این مقاله، ویگنر مشاهده می‌کند که ساختار ریاضی یک نظریه فیزیکی اغلب راه را برای پیشرفت بیش‌تر در آن نظریه و حتی پیش‌بینی‌های تجربی نشان می‌دهد.

## مقاله اصلی و مشاهدات ویگنر
ویگنر مقاله خود را با این باور که در میان کسانی که با ریاضیات آشنا هستند رایج است، آغاز می‌کند، که مفاهیم ریاضی بسیار فراتر از زمینه‌ای که در ابتدا در آن توسعه یافته‌اند قابل اجرا هستند. او بر اساس تجربه‌اش می‌نویسد «این مهم است که به این نکته اشاره کنیم که فرمول‌بندی ریاضی تجربی خام فیزیک‌دان، در تعداد عجیبی از موارد منجر به توصیف دقیق و شگفت‌آور دسته‌ای از پدیده‌ها می‌شود». او سپس قانون بنیادی گرانش را به‌عنوان مثال ذکر می‌کند. این قانون که در ابتدا برای مدل‌سازی اجسام در حال سقوط آزادانه بر روی سطح زمین استفاده می‌شد، بر اساس آنچه ویگنر «مشاهدات بسیار کم» برای توصیف حرکت سیارات می‌نامید، گسترش یافت، جایی که «بیش از حد انتظارات معقول دقیق شده‌است».

یکی دیگر از مثال‌ها معادلات ماکسول است که برای مدل‌سازی پدیده‌های الکتریکی و مغناطیسی ابتدایی شناخته‌شده در اواسط قرن نوزدهم به‌دست آمده‌است. معادلات همچنین امواج رادیویی را توصیف می‌کنند که توسط دیوید ادوارد هیوز در سال ۱۸۷۹، در حوالی زمان مرگ جیمز کلرک ماکسول کشف شد. ویگنر استدلال خود را با این جمله خلاصه می‌کند که «مفید بودن بسیار زیاد ریاضیات در علوم طبیعی چیزی است که مرزی اسرارآمیز دارد و هیچ توضیح منطقی برای آن وجود ندارد». او مقاله خود را با همان سؤالی که با آن شروع کرده بود به پایان می‌رساند:
معجزه تناسب زبان ریاضیات برای تدوین قوانین فیزیک موهبتی شگفت‌انگیز است که ما نه آن را درک می‌کنیم و نه سزاوار آن هستیم. باید قدردان آن باشیم و امیدوار باشیم که در تحقیقات آتی معتبر باقی بماند و چه خوب و چه بد، به خرسندی ما، حتی شاید به سردرگمی ما، به شاخه‌های وسیعی از یادگیری گسترش یابد.
کار ویگنر بینشی تازه در مورد فیزیک و فلسفه ریاضیات ارائه کرد و در ادبیات دانشگاهی نیز در مورد فلسفه فیزیک و ریاضیات ذکر شده‌است. ویگنر در مورد رابطه بین فلسفه علم و مبانی ریاضیات به شرح زیر حدس زد:
اجتناب از این تصور که معجزه‌ای در این‌جا با ما روبه‌رو می‌شود دشوار است، که از نظر ماهیت خیره‌کننده‌اش قابل مقایسه است با معجزه‌ای که ذهن انسان می‌تواند هزاران استدلال را بدون وارد شدن به تناقض در کنار هم قرار دهد، یا با دو معجزه قوانین طبیعت و طبیعت توانایی ذهن انسان برای خدایی کردن.
بعدها، هیلاری پاتنم (۱۹۷۵) دو «معجزه» یادشده را به‌عنوان پیامدهای ضروری دیدگاه رئالیستی (نه افلاطونی) از فلسفه ریاضیات توضیح داد. اما در بخشی از سوگیری شناختی که ویگنر با احتیاط آن را «غیرقابل اعتماد» نامید، فراتر رفت:
نویسنده متقاعد شده‌است که در بحث‌های معرفت‌شناختی مفید است که این ایده‌آل‌سازی را کنار بگذاریم که سطح هوش انسانی در مقیاس مطلق جایگاهی منحصر به فرد دارد. در برخی موارد حتی ممکن است در نظر گرفتن دست‌یابی که در سطح هوش برخی از گونه‌های دیگر ممکن است مفید باشد.
این‌که آیا بررسی نتایج انسان‌ها توسط انسان‌ها می‌تواند مبنایی عینی برای مشاهده جهان شناخته‌شده (برای انسان) در نظر گرفته شود، سؤال جالبی است که هم در کیهان‌شناسی و هم در فلسفه ریاضیات دنبال می‌شود.

ویگنر همچنین چالش یک رویکرد شناختی برای ادغام علوم را مطرح کرد:
اگر روزی بتوانیم نظریه‌ای دربارهٔ پدیده‌های آگاهی یا زیست‌شناسی ایجاد کنیم که به اندازه تئوری‌های کنونی ما دربارهٔ جهان بی‌جان منسجم و قانع‌کننده باشد، وضعیت بسیار دشوارتر و گیج‌کننده‌تری پیش خواهد آمد.
او همچنین پیشنهاد کرد که می‌توان استدلال‌هایی را پیدا کرد که ممکن است.
فشار زیادی بر ایمان ما به نظریه‌هایمان و اعتقادمان به واقعیت مفاهیمی که شکل می‌دهیم وارد می‌کنیم. این به ما حس عمیقی از سرخوردگی را در جستجوی آنچه من «حقیقت نهایی» می‌نامم، می‌دهد. دلیل این‌که چنین وضعیتی قابل تصور است این است که اساساً ما نمی‌دانیم چرا نظریه‌های ما این‌قدر خوب عمل می‌کنند. از این رو، صحت آن‌ها ممکن است صدق و سازگاری آن‌ها را ثابت نکند. در واقع، این باور نویسنده است که در صورت مواجهه با قوانین فعلی وراثت و فیزیک، چیزی شبیه به وضعیتی که در بالا توضیح داده شد وجود داشته باشد.

## آرای دیگران
مقاله اصلی ویگنر واکنش‌های زیادی را در طیف وسیعی از رشته‌ها برانگیخته و الهام‌بخش بوده‌است. این واکنش‌ها شامل ریچارد همینگ در علوم کامپیوتر، آرتور لسک در زیست‌شناسی مولکولی، پیتر نورویگ در داده‌کاوی، مکس تگمارک در فیزیک، ایور گراتان-گینس در ریاضیات و ولا ولوپیلای در اقتصاد بوده‌است.

### ریچارد همینگ
ریچارد همینگ، ریاضی‌دان و برنده جایزه تورینگ، اثربخشی نامعقول ویگنر را در سال ۱۹۸۰ بازتاب داد و آن را گسترش داد و بیش از چهار «توضیح جزئی» را برای آن بررسی کرد. هامینگ به این نتیجه رسید که چهار توضیحی که او ارائه کرد رضایت‌بخش نبودند:
۱. انسان‌ها آنچه را که به‌دنبال آن هستند می‌بینند. این باور که علم به‌صورت تجربی پایه‌گذاری شده‌است تنها تا حدی درست‌است. بلکه دستگاه فکری ما به گونه‌ای است که بسیاری از چیزهایی که می‌بینیم از عینکی است که می‌زنیم. ادینگتون تا آن‌جا پیش رفت که ادعا کرد که یک ذهن عاقل می‌تواند تمام فیزیک را استنباط کند و نظر خود را با شوخی زیر توضیح داد: «بعضی از مردان با تور برای ماهیگیری در دریا رفتند و پس از بررسی آنچه صید کردند به این نتیجه رسیدند که حداقل ماهی در دریا وجود دارد .»
هامینگ چهار مثال از پدیده‌های فیزیکی بی‌اهمیت را ارائه می‌کند که معتقد است از ابزارهای ریاضی به‌کاررفته ناشی می‌شوند و نه از ویژگی‌های ذاتی واقعیت فیزیکی.
- همینگ پیشنهاد می‌کند که گالیله قانون سقوط اجسام را نه با آزمایش، بلکه با تفکر ساده کشف کرد. هامینگ تصور می‌کند که گالیله درگیر آزمایش فکری زیر است (آزمایشی که هامینگ آن را «استدلال مکتبی» می‌نامد و در کتاب در مورد حرکت گالیله توضیح داده شده‌است):

فرض کنید یک بدن در حال سقوط به دو تکه شود. البته این دو قطعه بلافاصله به سرعت مناسب خود کاهش می‌یابند. اما بیش‌تر فرض کنید که یک قطعه اتفاقاً قطعه دیگر را لمس کرده‌است. آیا آن‌ها اکنون یک تکه خواهند بود و هر دو از دیگری سرعت بیش‌تری دارند؟ فرض کنید این دو قطعه را به هم گره بزنم. چقدر باید این کار را محکم انجام دهم تا آن‌ها را یک تکه کنم؟ با یک رشته سبک؟ با طناب؟ با چسب؟ چه زمانی دو قطعه یکی هستند؟
به همین سادگی، هیچ راهی وجود ندارد که یک جسم در حال سقوط بتواند به چنین «سؤالات» فرضی «پاسخ» دهد. از این رو گالیله به این نتیجه می‌رسید که «اگر همگی با سرعت یکسان سقوط کنند، اجسام در حال سقوط نیازی به دانستن چیزی ندارند، مگر این‌که نیروی دیگری در آن دخالت کند». هامینگ پس از ارائه این استدلال، بحث مرتبطی را در پولیا (۱۹۶۳: ۸۳–۸۵) یافت. گزارش هامینگ آگاهی از بحث‌های علمی قرن بیستم را در مورد آنچه گالیله انجام داد را آشکار نمی‌کند.
- قانون جهانی گرانش نیوتن لزوماً از پایستگی انرژی و فضازمان ناشی می‌شود. اندازه‌گیری توان در قانون گرانش جهانی بیش‌تر آزمایشی برای اقلیدسی بودن فضا است تا آزمایشی برای خواص میدان گرانشی.
- نابرابری در قلب اصل عدم قطعیت مکانیک کوانتومی از خواص تبدیل فوریه و از فرض عدم‌تغییر زمانی ناشی می‌شود.[۱۸]
- هامینگ استدلال می‌کند که کار پیشگام آلبرت انیشتین در مورد نسبیت خاص تا حد زیادی در رویکرد خود «مکتبی» بود. او از همان ابتدا می‌دانست که این نظریه چگونه باید باشد (اگرچه این را فقط به دلیل آزمایش مایکلسون-مورلی می‌دانست)، و نظریه‌های نامزد را با ابزارهای ریاضی و نه آزمایش‌های واقعی بررسی کرد. هامینگ ادعا می‌کند که انیشتین آن‌قدر مطمئن بود که نظریه‌های نسبیت او درست هستند که نتایج مشاهدات طراحی‌شده برای آزمایش آن‌ها چندان مورد توجه او نبود. اگر مشاهدات با نظریات او ناسازگار بود، این مشاهدات مقصر بودند.

1. انسان‌ها ریاضیات متناسب با یک موقعیت را ایجاد و انتخاب می‌کنند. ریاضیات در دست همیشه کار نمی‌کند. برای مثال، زمانی که اسکالرهای صرف برای درک نیروها ناخوشایند بودند، ابتدا بردارها و سپس تانسورها اختراع شدند.
2. ریاضیات تنها به بخشی از تجربه بشری می‌پردازد. بسیاری از تجربیات بشری تحت علم یا ریاضیات نیست، بلکه تحت فلسفه ارزش، از جمله اخلاق، زیبایی‌شناسی، و فلسفه سیاسی قرار می‌گیرد. ادعای این که جهان را می‌توان از طریق ریاضیات توضیح داد به‌معنای عمل ایمانی است.
3. تکامل، انسان‌ها را به تفکر ریاضی واداشته است. اولین اشکال حیات باید حاوی بذرهای توانایی انسان برای ایجاد و دنبال کردن زنجیره‌های طولانی استدلال نزدیک باشد.

### مکس تگمارک
پاسخ متفاوتی که فیزی‌کدان مکس تگمارک از آن حمایت می‌کند این است که فیزیک موفق، توسط ریاضیات توصیف می‌شود، زیرا جهان فیزیکی کاملاً ریاضی است و نسبت به یک ساختار ریاضی هم‌شکل است، و ما به‌سادگی داریم ذره‌ذره این را کشف می‌کنیم. همین تعبیر چند سال پیش توسط پیتر اتکینز ارائه شده بود. در این تفسیر، تقریب‌های مختلفی که تئوری‌های فیزیک فعلی ما را تشکیل می‌دهند، موفقیت‌آمیز هستند، زیرا ساختارهای ریاضی ساده می‌توانند تقریب خوبی از جنبه‌های خاصی از ساختارهای پیچیده‌تر ریاضی ارائه دهند. به عبارت دیگر، نظریه‌های موفق ما ریاضیات تقریبی فیزیک نیستند، بلکه ریاضیات ساده هستند که ریاضیات پیچیده‌تر را تقریب می‌کنند.

### ایور گراتان-گینس
آیور گراتان-گینس اثربخشی مورد بحث را از نظر مفاهیمی مانند قیاس، تعمیم و استعاره بسیار منطقی و قابل توضیح یافت.

### مایکل عطیه
جدول‌های اثربخشی نامعقول ریاضیات در علوم طبیعی را مایکل عطیه با مقاله خود «تأثیر نامعقول فیزیک در ریاضیات» مرور کرد. او استدلال کرد که جعبه ابزار فیزیک‌دان، تمرین‌کننده‌ای مانند ادوارد ویتن را قادر می‌سازد تا فراتر از ریاضیات استاندارد، به‌ویژه هندسه ۴ منیفولد برود. ابزارهای یک فیزیک‌دان به‌عنوان نظریه میدان‌های کوانتومی، نسبیت خاص، نظریه پیمانه‌ای غیرآبلینی، اسپین، دست‌سانی، ابرتقارن و دوگانگی الکترومغناطیسی ذکرشده است.

## برای مطالعه بیش‌تر
- ساندار ساروکای (10 فوریه 2005). "بازبینی «اثربخشی نامعقول» ریاضیات". Current Science. 88 (3). JSTOR 24110208.
- کاسمن, الکس (آوریل 2003). "اثربخشی نامنطقی". Math Horizons Magazine. 10 (4): 29–31. doi:10.1080/10724117.2003.12023669. S2CID 218542870., a piece of "mathematical fiction".
- کولیوان, مارک (بهار 2015). "برهان‌های ضروری در فلسفه ریاضیات".  In زالتا, ادوراد ان. (ed.). دایره‌لمعارف فلسفه استنفورد. آزمایشگاه تحقیقات متافیزیک، دانشگاه استنفورد.
- بانگو, سورین (2012). کاربرد ریاضیات در علم: ضرورت و هستی‌‌شناسی. جهت‌گیری‌های جدید در فلسفه علم. لندن: پالگریو مک‌میلان. ISBN 978-0-230-28520-0.
- ولچاور, ناتالی (9 دسامبر 2019). "چرا قوانین فیزیک اجتناب‌ناپذیر هستند؟". مجله کوانتا.